# Riesz Ádám
Riesz Ádám (Szajk, 1901. november 10. – Pécs, 1973. május 8.) mezőgazdász, politikus, országgyűlési képviselő.

## Élete
Magyarországi német földműves család gyermekeként született Szajkon. Unokatestvérének fia, Hergenrőder Miklós katolikus pap, kanonok, karnagy, zeneszerző.
Az elemi iskola hat osztályát szülőfalujában végezte. Később két leventeoktató-tanfolyamnak is hallgatója volt. Tíz éven át mint leventeoktató működött. Szajkon tagja volt a községi képviselő-testületnek, elnöke a tejszövetkezetnek, világi elnökként tevékenykedett a római katolikus olvasókörben. Tagja volt a Baranya vármegyei törvényhatósági bizottságának.  
A politikai életbe a Független Kisgazdapárt tagjaként lépett be. Megszervezője volt a párt villányi választókerületi szervezetének. Bleyer Jakab halálát követően, a villányi választókerület üresen maradt mandátumért dr. Heckenberger Konrád, lánycsóki plébánossal küzdött meg. A kisgazdaprogrammal induló képviselő-jelölt 1933-ban alulmaradt még a plébánossal szemben. Az 1935-ös választásokon már nagy szavazattöbbséggel választották meg országgyűlési képviselővé. 1939-et megelőzően lépett be a Nemzeti Egység Pártjába. Az 1939-es választásokon már a Magyar Élet Pártjának képviselőjeként került be a törvényhozásba, a párt Baranya vármegyei listáján.
Ellenzője volt a Volksbundnak. Vezető egyénisége volt a Hűséggel a Hazáért Mozgalomnak. Tevékenységéért  Magyarország német megszállását követően a Gestapo letartóztatta.

## Származása
| Riesz Ádám (Szajk, 1901. november 10. – Pécs, 1973. május 8.) mezőgazdász, politikus, országgyűlési képviselő | Apja: Riesz Ádám (Szajk, 1876. november 1. – )      | Apai nagyapja: Riesz Bálint                                                          | Apai nagyapai dédapja: Riesz János                                                                        |
| Riesz Ádám (Szajk, 1901. november 10. – Pécs, 1973. május 8.) mezőgazdász, politikus, országgyűlési képviselő | Apja: Riesz Ádám (Szajk, 1876. november 1. – )      | Apai nagyapja: Riesz Bálint                                                          | Apai nagyapai dédanyja: Schiebelhut Erzsébet                                                              |
| Riesz Ádám (Szajk, 1901. november 10. – Pécs, 1973. május 8.) mezőgazdász, politikus, országgyűlési képviselő | Apja: Riesz Ádám (Szajk, 1876. november 1. – )      | Apai nagyanyja: Treutz Erzsébet (Szajk, 1842. május 17. – Szajk, 1921. december 20.) | Apai nagyanyai dédapja: Treutz Márton                                                                     |
| Riesz Ádám (Szajk, 1901. november 10. – Pécs, 1973. május 8.) mezőgazdász, politikus, országgyűlési képviselő | Apja: Riesz Ádám (Szajk, 1876. november 1. – )      | Apai nagyanyja: Treutz Erzsébet (Szajk, 1842. május 17. – Szajk, 1921. december 20.) | Apai nagyanyai dédanyja: Sziebert Anna                                                                    |
| Riesz Ádám (Szajk, 1901. november 10. – Pécs, 1973. május 8.) mezőgazdász, politikus, országgyűlési képviselő | Anyja: Werner Hedvig (Nyomja, 1877. október 23. – ) | Anyai nagyapja: Werner János (Nyomja, 1840. július 10. - Nyomja, 1901. április 22.)  | Anyai nagyapai dédapja: Werner Gáspár (Nyomja, 1811. január 29. - ) szülei: Werner János és Witzl Katalin |
| Riesz Ádám (Szajk, 1901. november 10. – Pécs, 1973. május 8.) mezőgazdász, politikus, országgyűlési képviselő | Anyja: Werner Hedvig (Nyomja, 1877. október 23. – ) | Anyai nagyapja: Werner János (Nyomja, 1840. július 10. - Nyomja, 1901. április 22.)  | Anyai nagyapai dédanyja: Hellenbrand Katalin                                                              |
| Riesz Ádám (Szajk, 1901. november 10. – Pécs, 1973. május 8.) mezőgazdász, politikus, országgyűlési képviselő | Anyja: Werner Hedvig (Nyomja, 1877. október 23. – ) | Anyai nagyanyja: Weber Anna                                                          | Anyai nagyanyai dédapja: Weber Ádám                                                                       |
| Riesz Ádám (Szajk, 1901. november 10. – Pécs, 1973. május 8.) mezőgazdász, politikus, országgyűlési képviselő | Anyja: Werner Hedvig (Nyomja, 1877. október 23. – ) | Anyai nagyanyja: Weber Anna                                                          | Anyai nagyanyai dédanyja: Kohl Katalin                                                                    |